# Scarve
Gli Scarve sono un gruppo musicale industrial death metal di Nancy, Francia,  fondati da Patrick Martin, chitarrista ritmico, e Dirk Verbeuren, batterista. La loro musica risente dell'influenza di gruppi come Death, Coroner, Cynic e Atheist.

## Storia del gruppo
Nata nel 1993 la band comprende, oltre a Martin e Verbeuren, Sylvain Coudret alla chitarra, il cantante Pierrick Valence e Gilles Delecroix  alla batteria. Il loro album di debutto del 2000, Translucence, è stato prodotto da Daniel Bergstrand, già noto per il suo lavoro con gruppi come Meshuggah, Strapping Young Lad, Darkane e In Flames.
Con il secondo album Luminiferous, ancora prodotto da Bergstrand ma realizzato per Listenable Records, la band ha avuto per la prima volta una distribuzione a livello mondiale venendo distribuito negli Stati Uniti dalla WWIII Music). Nello stesso periodo sono entrati nel gruppo Pierrick Valence come secondo cantante e Loïc Colin al basso. A questo album è seguito un tour europeo in cui si sono esibiti con band come Behemoth, Dew-Scented, Tiamat, Pungent Stench, Aborted, Akercocke, Gojira e Nile.
Il terzo album, Irradiant, è stato registrato nel luglio 2003 nei Dug-Out Studios di Uppsala. Daniel Bergstrand è stato assistito nella produzione da Örjan Örnkloo, precedentemente con i Misery Loves Co, e si è avvalso della collaborazione di Fredrik Thordendal dei Meshuggah e Gustaf Jorde dei Defleshed. L'artwork è stato curato da Dennis Sibeijn, già autore delle copertine degli Aborted. Con questo album gli Scarve hanno ottenuto un grande successo di critica e di pubblico, ottenendo anche la copertina del numero di aprile dell'edizione francese di Rock Hard.
Nell'ottobre 2006, durante le registrazioni del quarto album, Guillaume Bideu è passato agli Mnemic, e provvisoriamente il suo posto è stato preso dall'ex cantante dei Darkane Lawrence Mackrory.
L'album dal titolo The Undercurrent è stato pubblicato nell'aprile 2007.

## Formazione

### Formazione attuale
- Patrick Martin - chitarra
- Sylvain Coudret - chitarra
- Loïc Colin - basso
- Gilles Delecroix - batteria (ex-Aborted)

### Ex componenti
- Pierrick Valence - voce
- Fred Bartolomucci - voce
- Guillaume Bideau - voce (Mnemic)
- Alain Germonville - voce
- Philippe Elter - basso
- David Fioraso - basso
- Lawrence Mackrory - voce (partecipazione su The Undercurrent)
- Dirk Verbeuren - batteria (Soilwork)

## Discografia

### Demo e EP
- 1994 - Scarve
- 1996 - Six Tears of Sorrow
- 1998 - Opacity

### Album in studio
- 2000 - Translucence
- 2002 - Luminiferous
- 2003 - Irradiant
- 2007 - The Undercurrent